# 飯田村 (静岡県周智郡)
飯田村（いいだむら）は静岡県の西部、周智郡に属していた村である。現在の森町南東部、おおむね太田川左岸にあたる。

## 地理
- 河川：太田川

## 歴史
- 1889年（明治22年）4月1日 - 町村制の施行により飯田村、睦実村が合併して発足。
- 1955年（昭和30年）4月1日 - 森町・園田村・一宮村・天方村と合併し、改めて森町が発足。同日飯田村廃止。

## 交通

### 鉄道路線
- 静岡鉄道
  - 秋葉線（1962年廃止、斜字は1942年廃駅）
    - 市場駅 - 高平山駅 - 天王駅 - 中飯田駅 - 飯田駅 - 観音寺駅 - 福田地駅 - 戸綿口駅

日本国有鉄道二俣線（現天竜浜名湖鉄道天竜浜名湖線）が村域を通過していたが、駅は存在しなかった。現在は戸綿駅が所在するが、当時は未開業。

### 高速道路
現在は旧村域に新東名高速道路の森掛川インターチェンジが存在するが、当時は未開業。